# Elisabeth Warnon
Elisabeth Warnon (8 mei 1915 - 29 januari 1997) was een Belgisch verzetsstrijder tijdens de Tweede Wereldoorlog. Zij was de moeder van Maurice Warnon.
Ze was actief in het verzet in België en Frankrijk en overleefde de concentratiekampen Mauthausen en Ravensbrück.
Na de oorlog werd zij auteur van diverse esoterische boeken. In november 1967 richtte ze in België de esoterische Orde van de Wereldmoeder op.

## Gepubliceerd werk
- Livre de la Joie, 1962
- Livre de la Connaissance, 1964
- Livre de la Vie, 1966
- L'Ere du Verseau et ses orientations, 1972
- Shamballa et le Roi du Monde, 1975
- Immanence et Transcendance, 1978
- Les pierres précieuses et leur pouvoir occulte, 1980
- Etude sur l'âme, 1992
- Méditations journalières